# Rhododendron camtschaticum
Rhododendron camtschaticum är en ljungväxtart som beskrevs av Pallas. Rhododendron camtschaticum ingår i släktet rododendron, och familjen ljungväxter.

## Underarter
Arten delas in i följande underarter:
- R. c. camtschaticum
- R. c. glandulosum

## Bildgalleri

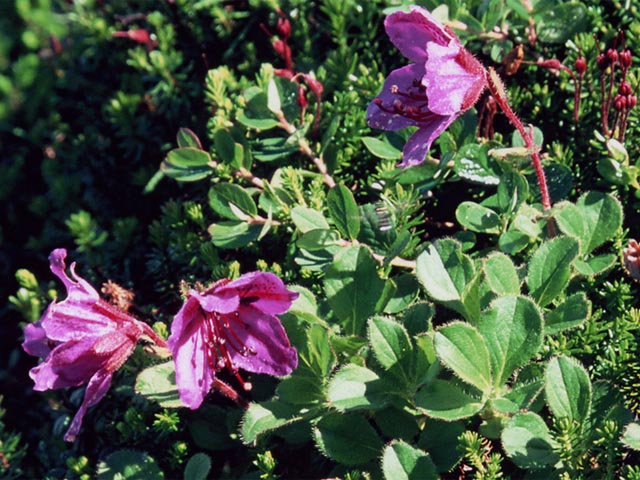
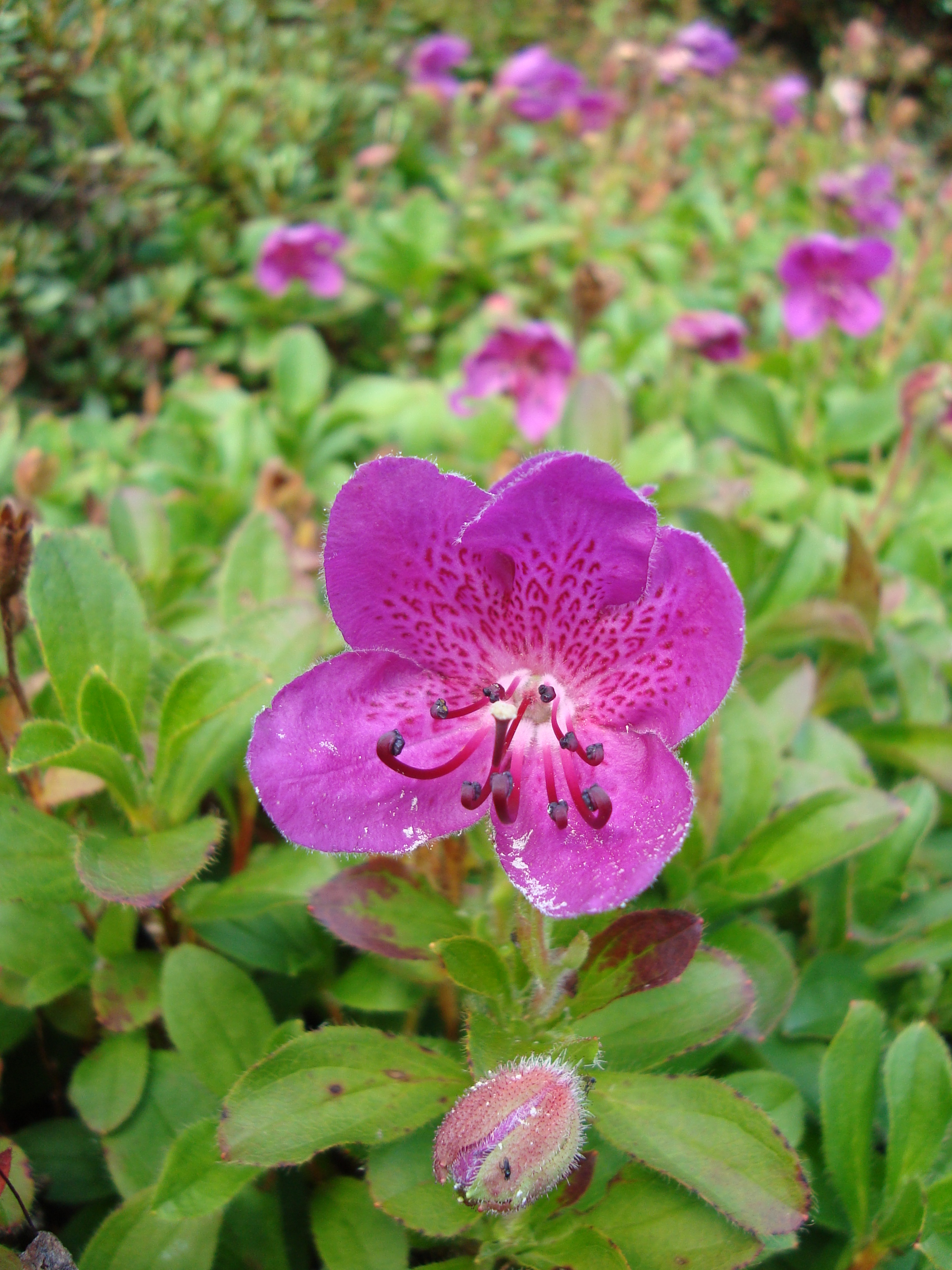
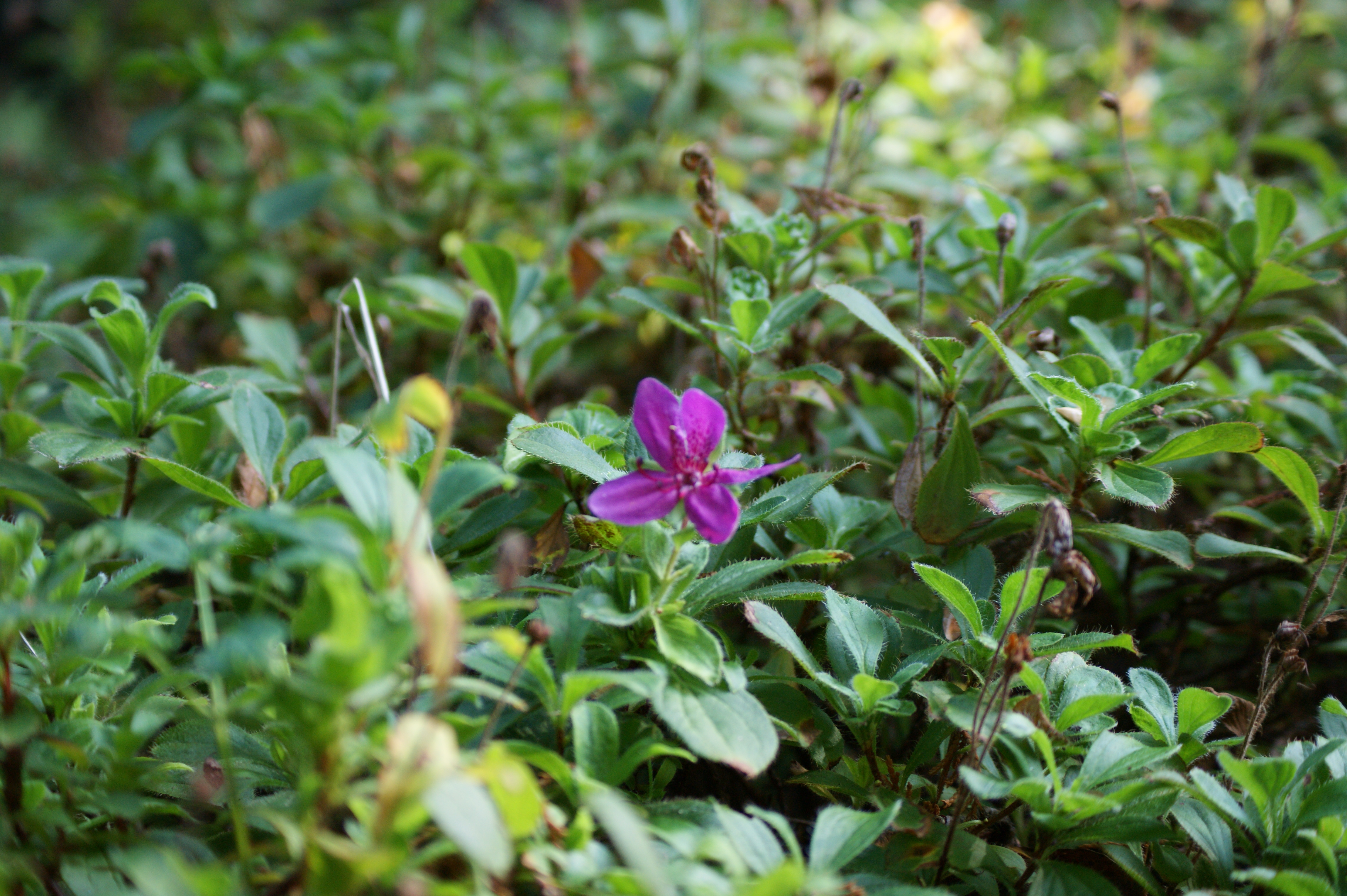
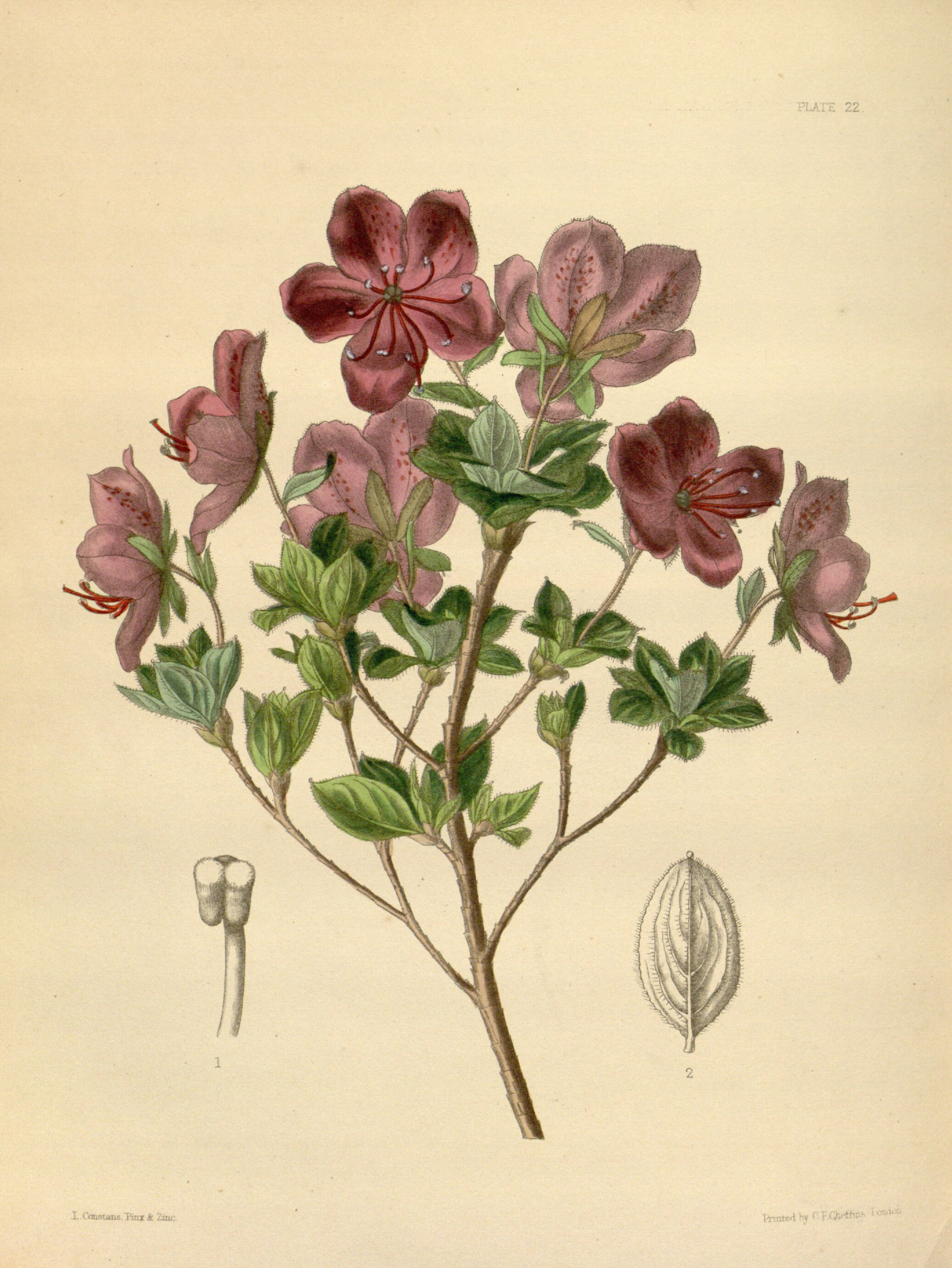